# Phialina separabilis
Phialina separabilis är en svampart som först beskrevs av Petter Adolf Karsten, och fick sitt nu gällande namn av Huhtinen & Scheuer 1995. Phialina separabilis ingår i släktet Phialina och familjen Hyaloscyphaceae.  Arten är reproducerande i Sverige. Inga underarter finns listade i Catalogue of Life.